# Скокови у воду на Летњим олимпијским играма 1908.
Такмичења у скоковима у воду на Летњим олимпијским играма 1908. у Лондону, су одржана 14. и 24. јула. Такмичуилио се у две дисциплине, само у мушкој конкуренцији. Скакало се са одскочне даске на 3 метра и са торња високог 10 метара. 
Најуспешнији се били представници Немачког царства и Шведске који су освојили по један комплет медаља.
Учествовало је 39 такмичара из 9 земаља.

## Земље учеснице
| - Аустралазија (1) - Белгија (1) - Финска (2) |  | - Италија (1) - Канада (1) - Немачка (5} |  | - Шведска (10) - САД (2) - Уједињено Краљевство (16) |

## Освајачи медаља

### Мушкарци
| Дисциплина | Злато                     | Злато | Сребро                   | Сребро | Бронза                               | Бронза |
| даска      | Алберт Цирнер Немачка     | 85,50 | Курт Беренс Немачка      | 85,30  | Џорџ Гајдзик САД Готлоб Валц Немачка | 80,80  |
| торањ      | Јалмар Јохансон · Шведска | 83,75 | Карл Малмстрем · Шведска | 78,73  | Арвид Спонгберг · Шведска            | 74,00  |

## Биланс медаља
| Позиција   | Држава                    | Злато | Сребро | Бронза | Укупно |
| ---------- | ------------------------- | ----- | ------ | ------ | ------ |
| 1          | Немачка                   | 1     | 1      | 1      | 3      |
| 1          | Шведска                   | 1     | 1      | 1      | 3      |
| 3          | Сједињене Америчке Државе | 0     | 0      | 1      | 1      |
| Укупно (3) | Укупно (3)                | 2     | 2      | 3      | 7      |